# Jan-Dirk
Le Jan-Dirk est un ancien caboteur côtier à moteur de 1950. Il est maintenant un navire musée à quai à Drochtersen et il appartient à l'association Küstenmotorschiffes MS JAN-DIRK e. V.

## Historique

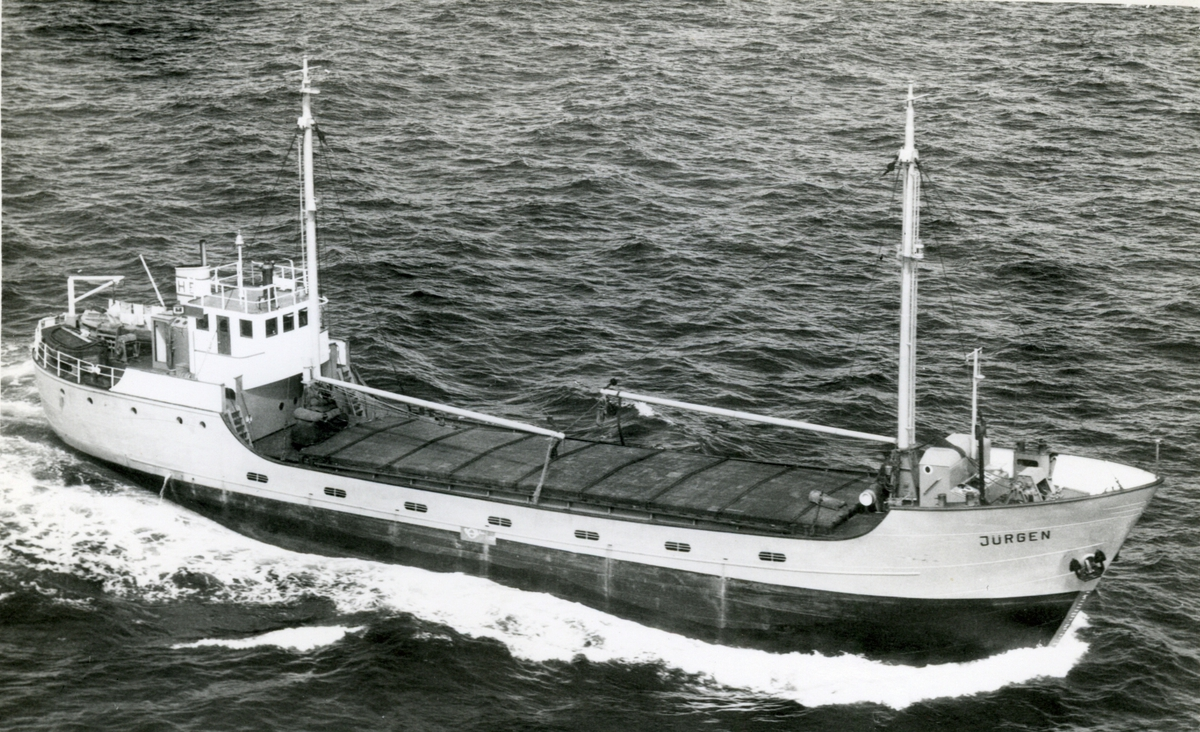
Jurgen dans son état d'origine

Le navire a été construit en 1949/1950 au Mützelfeldtwerft à Cuxhaven. Les restrictions du Conseil de contrôle allié, après la Seconde Guerre mondiale, s'appliquaient toujours à la construction. La quille a été posée en décembre 1949. Le navire a été lancé le 29 juillet 1950 et a été livré à l'armateur Henry Blohm le 1er novembre 1950, qui a nommé le navire Jürgen. La compagnie maritime Stader Heinrich Nagel & Sohn a acquis le navire en 1965 et l'a renommé Heinrich Nagel l'année suivante. En 1974, il a reçu son nom actuel de Jan-Dirk lors d'une autre vente. 
En mars 1981, le navire fut de nouveau vendu, cette fois à Burgstaaken sur l'île Fehmarn. Début février 1999, le navire devait être vendu au Danemark pour démolition, mais a été repris à bref délai par un amateur de navires Ulrich Koch, qui voulait préserver le navire pour la postérité et pour cela a créé l'association pour la préservation du navire côtier à moteur côtier MS JAN-DIRK e.V.

### Préservation
L'association  a repris le navire en décembre 2000 et l'a préparé comme navire-musée. À l'exception des changements structurels, le navire est encore en grande partie dans son état d'origine. Il est situé à Drochtersendepuis le 4 juin 2005 et est utilisé pour des événements et des voyages.
Spécifications techniques :
Le navire est propulsé par un moteur diesel à quatre temps et six cylindres fabriqué par Deutz d'une puissance de 250 cv, qui agit sur une hélice. Un générateur diesel est disponible pour produire de l'électricité. Le navire dispose d'une cale d'une capacité de 609 m³ (pour les marchandises en vrac). Il était à l'origine équipé de deux mâts et de deux flèches de chargement pour la manutention de la cargaison. En 1975, les nouveaux propriétaires ont fait enlever les mâts et les flèches de chargement et, pour des raisons optiques, un revêtement en teck a été fixé à la timonerie pendant sa conversion.